# Svenska kyrkan i Gdynia
Svenska kyrkan i Gdynia var en av Svenska kyrkans utlandsförsamlingar. 

## Administrativ historik
Församlingen bildades 1929. Den började avvecklas under sommaren 2006.

## Präster
| Ämbetstid | Namn       | Levnadstid | Övrigt |
| --------- | ---------- | ---------- | ------ |
| 1982–1984 | Bo Hansson | 1952–      | [ 3 ]  |

### Fotnoter
1. 1 2  läs online, www.mynewsdesk.com , läst: 19 juni 2022.[källa från Wikidata]
2. ↑  ”Svenska kyrkan lägger ner verksamheten i Gdynia”. Mynewsdesk. 24 april 2006. https://www.mynewsdesk.com/se/svenska_kyrkan/pressreleases/svenska-kyrkan-laegger-ner-verksamheten-i-gdynia-81721. Läst 19 juni 2022.
3. ↑  1920–1922 Styrelsen för svenska kyrkan i utlandet SKUT i Sveriges statskalender 1984